# Liste des archevêques de Windhoek
Liste des archevêques de Windhoek
(Archidioecesis Vindhoekensis)
La préfecture apostolique de Cimbébasie Inférieure est créée le 1er août 1892, par détachement de celle de Cimbébasie.
Elle change de dénomination le 10 janvier 1921 pour reprendre celle de préfecture apostolique de Cimbébasie.
Elle est érigée en vicariat apostolique et change une nouvelle fois de dénomination le 11 mai 1926 pour devenir le vicariat apostolique de Windhoek.
Celui-ci est érigé en archevêché le 14 mars 1994. 

## Préfets apostoliques
- 1892-1921 : Charles Klaeyle (Charles Eugène Klaeyle) OMI, préfet apostolique de Cimbébasie Inférieure.
- 11 janvier 1921-11 mai 1926 : Joseph Gotthardt OMI, préfet apostolique de Cimbébasie.

## Vicaires apostoliques
- 11 mai 1926-20 mars 1961 : Joseph Gotthardt, OMI promu vicaire apostolique de Windhoek.
- 20 mars 1961-29 novembre 1980 : Rudolf Maria Koppmann OMI
- 29 novembre 1980-14 mars 1994 : Bonifatius Haushiku

## Archevêques
- 14 mars 1994-† 12 juin 2002 : Bonifatius Haushiku, promu archevêque.
- 12 juin 2002-21 septembre 2004 : siège vacant
- depuis le 21 septembre 2004 : Liborius Nashenda (Liborius Ndumbukuti Nashenda)

## Sources
- L'ANNUAIRE PONTIFICAL, sur le site http://www.catholic-hierarchy.org, à la page